# Kintyre Way

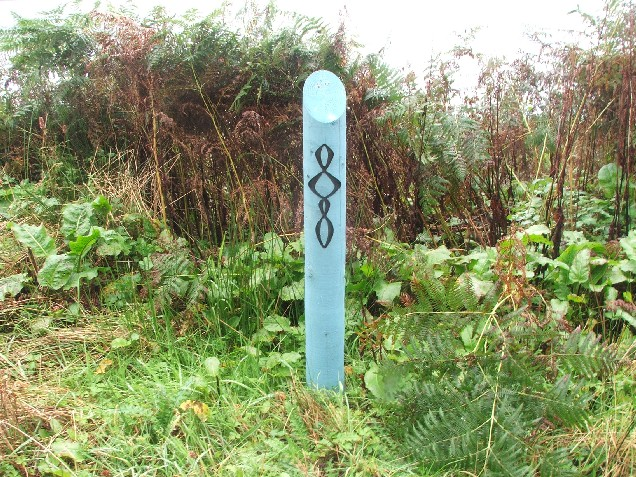

De Kintyre Way is een langeafstandswandelpad (Great Trail) in Schotland. Het pad is 161 kilometer lang en loopt van Machrihanish tot Tarbert.